# Municipio de Warwick (Ohio)
El municipio de Warwick (en inglés: Warwick Township) es un municipio ubicado en el condado de Tuscarawas en el estado estadounidense de Ohio. En el año 2010 tenía una población de 2803 habitantes y una densidad poblacional de 49,52 personas por km².

## Geografía
El municipio de Warwick se encuentra ubicado en las coordenadas 40°24′7″N 81°25′17″O / 40.40194, -81.42139. Según la Oficina del Censo de los Estados Unidos, el municipio tiene una superficie total de 56.6 km², de la cual 55,59 km² corresponden a tierra firme y (1,79 %) 1,01 km² es agua.

## Demografía
Según el censo de 2010, había 2803 personas residiendo en el municipio de Warwick. La densidad de población era de 49,52 hab./km². De los 2803 habitantes, el municipio de Warwick estaba compuesto por el 98,5 % blancos, el 0,43 % eran afroamericanos, el 0,07 % eran amerindios, el 0,25 % eran asiáticos y el 0,75 % eran de una mezcla de razas. Del total de la población el 0,46 % eran hispanos o latinos de cualquier raza.